# Collectie Van Cutsem

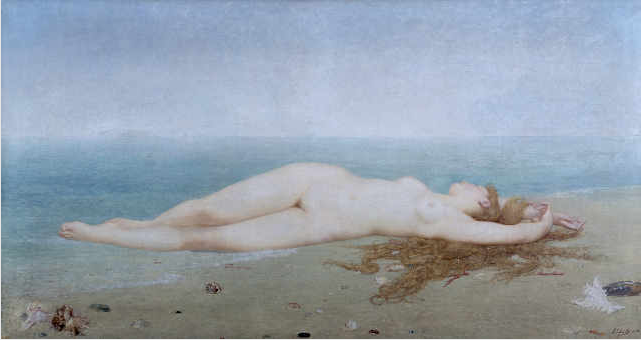
Périmèle, nymphe de Capri van Léonce Legendre (1864), steen des aanstoots uit de Collectie Van Cutsem.

De collectie Van Cutsem is een omvangrijke private kunstverzameling van de Brusselse mecenas Henri Van Cutsem.

## Situering
Nog tijdens zijn leven trof Van Cutsem maatregelen om de publieke toegankelijkheid van zijn collectie te garanderen. Bij legaat bood hij de Belgische Staat zijn verzameling aan, maar de bevoegde ambtenaar weigerde de schenking, zich onder meer beroepend op de aanwezigheid van een liggende naakte vrouw. Van Cutsem richtte zich dan maar tot de stad Doornik, die bereid was een speciaal museum te bouwen om er zijn uitzonderlijke collectie onder te brengen.
Het is Guillaume Charlier die in eerste instantie de collectie zou erven. Hij verdeelde ze naar de wens van de eigenaar over twee locaties:
- te Brussel, in twee door Victor Horta daartoe verbouwde herenhuizen
- te Doornik, in een nieuw Museum voor Schone Kunsten, ook van de hand van Horta.

### Brussel
Victor Horta verbouwde in 1890 twee herenhuizen van Henri Van Cutsem gelegen aan de Kunstlaan 16 te Sint-Joost-ten-Node tot één pand om zijn kunstverzameling in onder te brengen. De collectie Van Cutsem werd overgedragen aan de beeldhouwer Charlier, die ze verrijkte met eigen kunstbezit. Het gebouw is nu een publiek toegankelijk museum, het Charliermuseum, en wordt beheerd door de Fondation Charlier.

Met het bezoek aan het museum doe je tweemaal je voordeel: je maakt een wandeling door een huis vol meubelen en sierkunst – zilverwerk, porselein, tapijten en wandtapijten van de 17de tot de 20ste eeuw – en je maakt kennis met een verzameling opmerkelijke schilderijen en beeldhouwwerken door de crème van de Belgische kunst tijdens de belle époque: James Ensor, Léon Frédéric, Fernand Khnopff, Eugène Laermans, Antoine-Joseph Wiertz, Rik Wouters en Charlier zelf.

### Doornik
Het door Victor Horta ontworpen Museum voor Schone Kunsten te Doornik opende zijn deuren in 1928. Het gebouw is speciaal ontworpen om de rijke, in 1904 aan de stad geschonken kunstverzameling van Van Cutsem te tonen. De tentoonstellingszalen zijn rond een centraal veelhoekige hal gegroepeerd. Buiten het legaat Van Cutsem bestaat de kunstcollectie te Doornik uit aankopen, andere schenkingen, bewaargevingen en nalatenschappen. Het geheel geeft een overzicht van de schilderkunst van de 15e eeuw tot op heden.
De Doornikse collectie bestaat uit werk van Vlaamse Primitieven Robert Campin en Rogier Van der Weyden en van Jan Gossaert. De 17e en 18e eeuw zijn vertegenwoordigd met werk van Frans Snyders, Peter Paul Rubens, Jacob Jordaens, Jean-Antoine Watteau en Piat Sauvage. Naast deze uitzonderlijke kunstschat bezit het museum ook werk van de 19e-eeuwse impressionisten Manet, Claude Monet, Georges Seurat en van de expressionisten Vincent Van Gogh en de Oostendenaar James Ensor.